# AIMP
Az AIMP egy freeware audiolejátszó szoftver, Artyom Izmajlov orosz programozó fejlesztése. Az AIMP a BASS audio könyvtárakat használja működéséhez.

## Funkciók
- Támogatott formátumok: FLAC, MP3, MP2, MP1, WAV, Vorbis, AAC, WMA, AC3, CDA, Speex, MTM, MOD, XM, IT, UMX, AIF, S3M, MO3);

- Online adások hallgatása és felvételi lehetősége;
- 18 sávos equalizer + effektek (Reverb, Flanger, Chorus, Pitch, Tempo, Echo, Speed)
- 32 bites audiofeldolgozás
- a program saját addonjain kívül együttműködik a Winamp DSP pluginjaival is
- Időzíthető működés, automatikus lejátszás leállítás, folytatás
- Webrádiók teljeskörű támogatása
- gyorsbillentyűk egyéni beállítása
- Több felhasználó támogatása
- Unicode támogatás
- Lapfüles, rendezhető lejátszási listák
- Kis méret
- Audiokonverter (támogatott formátumok: WAV, MP3, WMA, OGG)
- Cd grabber MP3, OGG, WAV és WMA-ba való grabbelési lehetőséggel
- Hangrögzítés WAV, MP3, WMA és OGG formátumba
- Címkék és Tagek intelligens használata (ID3v1,ID3v2, Vorbis és WMA tagek használhatók)